# Rapport prêt-valeur
 (février 2016).
Le rapport prêt-valeur est un terme financier utilisé par le prêteur pour exprimer le ratio d'un prêt sur la valeur de l'actif acheté.

## Explication
Le terme est communément utilisé par les banques et autres institutions financières pour représenter le ratio du prêt hypothécaire consenti en pourcentage de la valeur totale de la propriété sur le marché immobilier. Par exemple, si quelqu'un emprunte 130 000 € pour acheter une maison valant 150 000 €, le rapport prêt-valeur est alors de 130 000/150 000, soit 87 %. Le 13 % restant représente ce qu'on appelle l'haircut appliqué par le prêteur, celui-ci doit provenir des fonds de l'emprunteur et peut prendre la forme de ce qu'on appelle une mise de fonds. Plus le rapport prêt-valeur est élevé, plus le prêt sera risqué du point de vue du prêteur.
La valeur sur le marché immobilier d'une maison est typiquement déterminée par un évaluateur ou bien la valeur d'une transaction de gré à gré pour une propriété similaire. Généralement, les banques favorisent la transaction de gré à gré lorsque celle-ci a été effectuée moins de deux ans auparavant.